# Suze Rotolo
Susan Elizabeth Rotolo (Nueva York, 20 de noviembre de 1943 – 25 de febrero de 2011), más conocida como Suze Rotolo, fue una artista estadounidense, ampliamente conocida como la novia de Bob Dylan entre 1961 y 1964. Dylan más tarde reconoció su fuerte influencia en su música y arte durante ese período.
Rotolo es la mujer que camina con él en la portada del álbum "The Freewheelin' Bob Dylan" (1963). En su libro "A Freewheelin' Time: A Memoir of Greenwich Village in the Sixties", Rotolo describió su tiempo con Dylan y otras figuras de la música folk y la escena bohemia en Greenwich Village, Nueva York. Habló de su infancia como una hija de militantes del Partido Comunista de los Estados Unidos durante el macartismo.
Como artista, se especializó en libros de artistas y enseñó en la Parsons The New School for Design de la ciudad de Nueva York.

## Biografía
Rotolo, de ascendencia italiana, nació en el Brooklyn Jewish Hospital, Nueva York, y se crio en Sunnyside, Queens. Sus padres fueron Joachim y Mary Rotolo, quienes eran miembros del Partido Comunista de los Estados Unidos y amigos del espía soviético Charles Flato. En junio de 1960, se graduó en la William Cullen Bryant High School, en Queens, Nueva York.
Falleció de cáncer de pulmón en su casa de NoHo.
La edición en español de su libro de memorias «A Freewheelin' Time» se publicó en el mes de noviembre de 2020, con el subtítulo de «En el camino con Bob Dylan».

### Los años de Freewheelin, 1961-1964
Casi al mismo tiempo que conoció a Dylan, Rotolo comenzó a trabajar a tiempo completo como activista política en la oficina del Congress of Racial Equality (CORE) y el grupo antinuclear SANE. Ella y su hermana Carla también habían entrado en la escena folklórica de Greenwich Village. Rotolo conoció a Dylan por primera vez, en julio de 1961, en un concierto folklórico de la Riverside Church. Fueron presentados por Carla, que en ese momento trabajaba como asistente del folclorista Alan Lomax. Al describir su encuentro en sus memorias, Chronicles: Volume One, Dylan escribió:
Desde el primer momento no pude apartar la mirada de ella. Era lo más erótico que había visto en mi vida. Era de piel clara y cabello dorado, italiana de pura cepa. De repente, el aire se llenó de hojas de plátano. Empezamos a hablar y mi cabeza empezó a dar vueltas. La flecha de Cupido ya me había pasado silbando por los oídos antes, pero esta vez me dio en el corazón y su peso me arrastró por la borda... Conocerla fue como adentrarse en los cuentos de "Las mil y una noches". Tenía una sonrisa que podía iluminar una calle llena de gente y era extremadamente vivaz, tenía una especie de voluptuosidad, una escultura de Rodin que cobraba vida.
No fue hasta que se conocieron que los escritos de Dylan comenzaron a abordar temas como el movimiento por los derechos civiles y la amenaza de una guerra nuclear. A principios de 1962, comenzaron a vivir juntos, a pesar de la desaprobación de su familia. A medida que la fama de Dylan crecía, Rotolo encontró la relación cada vez más estresante. Ella escribió:
Bob era carismático: era un faro, un faro de luz, pero también un agujero negro. Necesitaba un apoyo y una protección constantes que yo no podía proporcionarle, probablemente porque yo mismo los necesitaba. ... Ya no podía soportar toda la presión, los chismes, las verdades y las mentiras que implicaba vivir con Bob. No podía encontrar un terreno firme. Estaba en arenas movedizas y era muy vulnerable.
En junio de 1962, Rotolo se alejó  de Nueva York, para pasar seis meses estudiando arte en la Universidad de Perugia, en Italia. Allí era conocida como Justine Rotolo, tras haber utilizado un segundo nombre inventado para registrarse como "S. Justine Rotolo".
La separación de Dylan de su novia ha sido considerada como la inspiración detrás de varias de sus mejores canciones de amor, entre ellas "Don't Think Twice, It's All Right", "Tomorrow Is a Long Time", "One Too Many Mornings" y "Boots of Spanish Leather".  
Las opiniones políticas de Rotolo fueron ampliamente consideradas como una influencia en la composición de canciones de Dylan. Dylan también le atribuyó el mérito de haberlo interesado en el poeta francés Arthur Rimbaud, quien influyó mucho en su estilo de escritura. La influencia de Bertolt Brecht en la composición de Dylan también ha sido reconocida por Dylan como resultado de la participación de Rotolo en el teatro brechtiano durante su relación.
En Chronicles, Dylan describe el impacto de la canción "Pirate Jenny" (es una conocida canción de La ópera de los tres centavos de Kurt Weill, con letra de Bertolt Brecht) mientras asistía a un espectáculo de Brecht en el que trabajó Rotolo. El interés de Dylan por la pintura también se remonta a su relación con Rotolo, quien había enfatizado sus valores compartidos con Dylan en una entrevista con el autor Robbie Woliver:
La gente dice que yo fui una influencia para él, pero nos influimos mutuamente. Sus intereses se filtraban a través de mí y mis intereses, como los libros que tenía, se filtraban a través de él... Siempre fue sincero por su parte. El tipo veía cosas. Tenía una increíble capacidad para ver y absorber; había un genio en eso. La capacidad de crear a partir de todo lo que está volando a su alrededor. Para sintetizarlo. Para ponerlo en palabras y música".
Su relación con Dylan no sobrevivió al romance de Dylan con Joan Baez y a la hostilidad de la familia Rotolo. En agosto de 1963, Suze se mudó al apartamento de su hermana. En 1964, ella y Dylan rompieron, en circunstancias que Dylan describió en su "Ballad in Plain D". Veinte años después se disculpó por la canción, diciendo: "Debo haber sido un verdadero idiota para escribir eso. Miro hacia atrás a esa canción en particular y digo, de todas las canciones que he escrito, tal vez podría haber dejado esa en paz".

### Vida posterior y muerte, 1964-2011
En junio de 1964, aunque era ilegal para los ciudadanos de los Estados Unidos hacerlo, viajó a Cuba con un grupo. Se la citó diciendo, en relación con los opositores de Fidel Castro, que "a estos gusanos no se los reprime. Pueden criticar abiertamente al régimen. Mientras lo hagan públicamente, se los tolera, siempre que no haya sabotaje".
En 1967, Rotolo se casó con Enzo Bartoccioli, un editor de cine italiano que trabajaba para la Organización de las Naciones Unidas. Juntos tuvieron un hijo, Luca, que es guitarrista en Nueva York.
En Nueva York, trabajó como ilustradora y pintora, antes de concentrarse en la creación de arte de libros, cosas que se parecían a los libros pero que incorporaban objetos encontrados. Manteniéndose políticamente activa, se unió al grupo de teatro callejero "Billionaires for Bush" y protestó contra la Convención Nacional Republicana de 2004, en Manhattan.
Durante décadas, evitó hablar de su relación con Dylan, sin embargo, en julio de 2004, fue entrevistada en un documental producido por New York PBS Channel 13 y The New York Daily News.
En noviembre de 2004, hizo una aparición inesperada en el Experience Music Project, en un panel en el que se discutían los primeros días de Bob Dylan en Greenwich Village. Ella y su esposo también estuvieron involucrados en la organización de un evento conmemorativo para Dave Van Ronk, después de la muerte del cantante en 2002.
Hizo una aparición en la película documental: "No Direction Home", de Martin Scorsese, que se centró en la carrera temprana de Dylan: entre 1961 y 1966. En septiembre de 2005, esta película fue transmitida como parte de la serie "American Masters", en la televisión pública PBS.
En 2008, fue entrevistada por Terry Gross en "Fresh Air" de NPR para promocionar su libro, "A Freewheelin' Time: A Memoir of Greenwich Village in the Sixties", que, el 13 de mayo de 2008, fue publicado por Broadway Books. En esta entrevista, contó sus intentos de no verse eclipsada por su relación con Dylan y habló de su necesidad de perseguir su creatividad artística y conservar su integridad política, concluyendo:
Los años sesenta fueron una época en la que se hablaba un lenguaje de investigación, curiosidad y rebeldía contra la cultura política y social asfixiante y represiva de la década que la precedió. La nueva generación que causaba tanto alboroto no estaba impulsada por el mercado: teníamos algo que decir, no algo que vender.
La imagen de Rotolo caminando con Dylan en la portada de "The Freewheelin' Bob Dylan" resultó imposible de quitar de encima, pero igualmente difícil de aceptar. El New York Times, al reseñar su libro, observó que:
Incluso 40 años después, parece que no se siente cómoda ahondando en su relación con Dylan. Tal vez el problema sea una contradicción inherente: está escribiendo sobre su renuencia a ser definida por su relación con un hombre famoso, en un libro que tiene a Dylan en la portada.
The Guardian también señala que Rotolo se define como "la chica de ojos melancólicos y un atisbo de sonrisa cuya cabeza descansa sobre el hombro de un joven apuesto que lleva una chaqueta de gamuza mientras caminan con dificultad por la nieve en la portada de The Freewheelin' Bob Dylan de 1963 ".
La reseña coincide con el comentario del New York Times ("una lista desconectada") de que el libro está "extrañamente organizado", pero de inmediato agrega "aunque no tan aleatorio como parece".
Nathalie Rothschild, escribiendo en The Guardian después de la muerte de Rotolo, señaló que Rotolo había trabajado duro para escapar de los epítetos de "la musa de Bob Dylan" y "la chica de la portada de The Freewheelin' Bob Dylan", insistiendo en sus memorias en que había sido más que "una cuerda en la guitarra de Dylan".
El 25 de febrero de 2011, murió, a los 67 años, de cáncer de pulmón en su casa del barrio NoHo, en la ciudad de Nueva York.  